# Campylocheta atriceps
Campylocheta atriceps är en tvåvingeart som först beskrevs av Henry J. Reinhard 1952.  Campylocheta atriceps ingår i släktet Campylocheta och familjen parasitflugor.
Artens utbredningsområde är Ohio. Inga underarter finns listade i Catalogue of Life.